# Campeonato Africano de Atletismo de 2012 - Revezamento 4x100 m masculino
A prova dos 4 x 100 metros estafetas masculino do Campeonato Africano de Atletismo de 2012 foi disputada entre os dias 28 e 29 de junho de 2012 no Estádio Charles de Gaulle em Porto Novo,  no Benim. 

## Recordes
Antes desta competição, os recordes mundiais e do campeonato nesta prova eram os seguintes:
|                       | Nome                                                              | Nacionalidade | Tempo  | Local       | Data                  |
| --------------------- | ----------------------------------------------------------------- | ------------- | ------ | ----------- | --------------------- |
| Recorde mundial       | Nesta Carter, Michael Frater Yohan Blake, Usain Bolt              | Jamaica       | 37s 04 | Daegu       | 4 de setembro de 2011 |
| Recorde do campeonato | Hannes Dreyer, Corne Du Plessis Sergio Mullins, Thuso Mpuang      | África do Sul | 38s 75 | Addis Ababa | 2 de maio de 2008     |
| Recorde africano      | Osmond Ezinwa, Olapade Adeniken Francis Obikwelu, Davidson Ezinwa | Nigéria       | 37s 94 | Atenas      | 9 de agosto de 1997   |

## Medalhistas
| Ouro                                                                        | Prata                                                                          | Bronze                                                                    |
| África do Sul · Hannes Dreyer · Simon Magakwe · Roscoe Engel · Thuso Mpuang | Nigéria · Peter Emelieze · Obinna Metu · Adetoyi Durotoye · Ogho-Oghene Egwero | Gana · Emmanuel Kubi · Tim Abeyie · Ashhad Agyapong · Allah Laryea-Akrong |

## Cronograma
Todos os horários são locais (UTC+1).
| Data        | Hora  | Evento  |
| ----------- | ----- | ------- |
| 28 de junho | 17:35 | Bateria |
| 29 de junho | 17:50 | Final   |

## Resultados

### Bateria
Qualificação: 3 atletas de cada bateria (Q) mais os  2 melhores qualificados (q). 
| Posição | Bateria | Raia | Nacionalidade   | Atletas                                                                          | Tempo | Notas |
| ------- | ------- | ---- | --------------- | -------------------------------------------------------------------------------- | ----- | ----- |
| 1       | 1       | 6    | Gana            | Emmanuel Kubi, Tim Abeyie, Ashhad Agyapong, Allah Laryea-Akrong                  | 39.38 | Q     |
| 2       | 1       | 5    | África do Sul   | Ruan de Vries, Simon Magakwe, Roscoe Engel, Thuso Mpuang                         | 39.47 | Q     |
| 3       | 1       | 7    | Nigéria         | Peter Emelieze, Obinna Metu, Adetoyi Durotoye, Chinedu Patrick Ike               | 39.48 | Q     |
| 4       | 2       | 3    | Benim           | Fiacre Brisso Bahorou, Wilcox Ernest Bamd Makou, Josias Mevognon, Inoussa Kassim | 40.19 | Q     |
| 5       | 1       | 4    | Camarões        | Jean Tarcicius Batambok, François Belinga, Pierre Paul Bissek, Idrissa Adam      | 40.24 | q     |
| 6       | 2       | 4    | Costa do Marfim | Siapade Marius Loua, Hua Wilfried Koffi, Ben Youssef Meité, Gogbeu Francis Koné  | 40.27 | Q     |
| 7       | 1       | 3    | Gâmbia          | Isaac Jones, Adama Jammeh, Assim Abdoule, Suwaibou Sanneh                        | 40.42 | q,    |
| 8       | 2       | 5    | Botswana        | Tiroyaone Masaile, Mooketsi Magaga, Fanuel Kenosi, Yateya Kambepela              | 40.51 | Q     |
| 9       | 2       | 7    | Seicheles       | Jean-Yves Esparon, Leeroy Henriette, Danny D'Souza, Lester Dogley                | 41.33 |       |
| 10      | 2       | 6    | Etiópia         | Wetere Galcha, Zenebe Medfu, Abyot Lencho, Alebachew Deriso                      | 41.44 |       |
| 16      | 1       | 2    | Burquina Fasso  | Innocent Bologo, Idrissa Ganaba, Gérard Kobéané, Ben Bande                       | DNF   |       |
| 16      | 1       | 8    | Zimbabwe        |                                                                                  | DNS   |       |
| 16      | 2       | 2    | Chade           |                                                                                  | DNS   |       |

### Final
| Posição           | Raia | Nacionalidade   | Atletas                                                                          | Tempo | Notas |
| ----------------- | ---- | --------------- | -------------------------------------------------------------------------------- | ----- | ----- |
| Medalha de ouro   | 4    | África do Sul   | Hannes Dreyer, Simon Magakwe, Roscoe Engel, Thuso Mpuang                         | 39.26 |       |
| Medalha de prata  | 8    | Nigéria         | Peter Emelieze, Obinna Metu, Adetoyi Durotoye, Ogho-Oghene Egwero                | 39.34 |       |
| Medalha de bronze | 6    | Gana            | Emmanuel Kubi, Tim Abeyie, Ashhad Agyapong, Allah Laryea-Akrong                  | 39.40 |       |
| 4                 | 3    | Costa do Marfim | Gogbeu Francis Koné, Hua Wilfried Koffi, Siapade Marius Loua, Ben Youssef Meité  | 40.10 |       |
| 5                 | 2    | Camarões        | Jean Tarcicius Batambok, François Belinga, Pierre Paul Bissek, Idrissa Adam      | 40.16 |       |
| 6                 | 7    | Botswana        | Fanuel Kenosi, Obakeng Ngwigwa, Mooketsi Magaga, Tiroyaone Masaile               | 40.42 |       |
| 7                 | 5    | Benim           | Josias Mevognon, Inoussa Kassim, Wilcox Ernest Bamd Makou, Fiacre Brisso Bahorou | 40.86 |       |
| 08 !              | 1    | Gâmbia          | Isaac Jones, Assim Abdoule, Adama Jammeh, Suwaibou Sanneh                        | DSQ   |       |

Legenda
| Recorde mundial       | Recorde mundial (World record)               |                       | Recorde africano                      | Recorde africano (African) |                                           | Q | Classificado por posição (Qualified) |
| Recorde do campeonato | Recorde do campeonato (Championship record)  | Recorde da América    | Recorde da América (Americas)         | q                          | Classificado por melhor tempo (Qualified) |   |                                      |
| Melhor marca do ano   | Melhor marca do ano (World leading)          | Recorde asiático      | Recorde asiático (Asian)              | DNS                        | Não largou (Did not start)                |   |                                      |
| Recorde nacional      | Recorde nacional (National record)           | Recorde europeu       | Recorde europeu (European)            | DNF                        | Não terminou (Did not finish)             |   |                                      |
| Recorde pessoal       | Recorde pessoal do atleta (Personal best)    | Recorde da Oceania    | Recorde da Oceania (Oceania)          | DSQ / DQ                   | Desclassificado (Disqualified)            |   |                                      |
| Recorde da temporada  | Recorde da temporada do atleta (Season best) | Recorde sul-americano | Recorde sul-americano (South America) | NM                         | Sem marca (No mark)                       |   |                                      |